# Drnholec
Drnholec là một chợ huyện thuộc huyện Břeclav, vùng Jihomoravský, Cộng hòa Séc.